# Кебе, Джимми
Джи́мми Бубу́ Кебе́ (фр. Jimmy Boubou Kébé; 19 января 1984, Витри-сюр-Сен, Франция) — малийский футболист, полузащитник. Участник Олимпийских игр 2004

## Карьера

### Клубная
Джимми Кебе начинал карьеру футболиста во французском клубе «Ланс». Полузащитник находился в расположении клуба с 2002 года, но выступал только за дублирующий состав в любительском чемпионате Франции. Летом 2006 года Кебе был отдан в аренду клубу Лиги 2 «Шатору». Дебютировал во втором дивизионе 28 июля 2006 года в матче против «Тура».
В следующем матче Лиги 2 футболист забил первый гол за «Шатору» (в ворота «Гавра»).
В первой половине сезона 2007/08 Джимми Кебе также на правах аренды выступал в Лиге 2 за «Булонь». Впервые сыграл за команду 27 июля 2007 года в матче против «Ньора».
Гол, забитый в ворота Жана-Франсуа Беденика из «Аяччо» стал для вингера первым из 5 за булонскую команду.
Всего футболист сыграл за «Булонь» 18 матчей в Лиге 2 и в январе 2008 года перешёл в английский клуб «Рединг».
Первым матчем Кебе в Премьер-лиге стала сыгранная 9 февраля 2008 года встреча с «Эвертоном», незадолго до конца которой полузащитник заменил на поле Джона Остера.
До окончания чемпионата Джимми Кебе ещё четырежды выходил на замену, а в следующем сезоне продолжил карьеру в Чемпионшипе, поскольку «Рединг» не смог сохранить место в высшем футбольном дивизионе Англии. По итогам сезона 2011/12 «Рединг» с Кебе в составе выиграл Чемпионшип и вернулся в Премьер-Лигу, но год спустя вновь покинул её, заняв предпоследнее место. Однако малийский футболист остался в сильнейшем английском дивизионе, став игроком «Кристал Пэлас».
За первые полгода в составе лондонского клуба Джимми Кебе отыграл 6 матчей, а затем отправился в аренду в клуб Чемпионшипа «Лидс Юнайтед».

### В сборной
Джимми Кебе в составе олимпийской сборной Мали принимал участие в летних Олимпийских играх 2004. За первую сборную Мали полузащитник впервые сыграл в 2005 году. В дальнейшем он провёл ещё 2 матча за национальную команду, последний из которых — 24 июня 2009 года против Бенина
.

## Достижения
«Рединг»
- Победитель Чемпионшипа (1): 2011/12